# Carl Schlyter
Carl Schlyter (født 7. januar 1968) er siden 2004 svensk medlem af Europa-Parlamentet, valgt for Miljöpartiet de Gröna (indgår i parlamentsgruppen G-EFA).